# Rieth (Straelen)
Rieth is een plaats in de Duitse deelstaat Noordrijn-Westfalen, gelegen in de gemeente Straelen in de Kreis Kleef. De plaats ligt direct aan de grens met Nederland.
Door de plaats stroomt de Amandusbach, ofwel Amandusbeek, die vernoemd naar de Heilige Amandus.
Auwel-Holt · Boekholt · Bormig · Broekhuysen · Brüxken · Herongen · Hetzert · Kastanienburg · Louisenburg · Niederdorf · Rieth · Sang · Straelen · Westerbroek · Zand